# Nikita Słupnik
Nikita Słupnik, Nikita Peresławski (zm. 24 maja 1186 w Peresławiu Zaleskim) – święty mnich prawosławny. 
Pochodził z Peresławia Zaleskiego, gdzie według hagiografii ruskiej pracował jako poborca podatkowy. W swojej działalności dopuszczał się licznych nadużyć, nakładając zawyżone podatki, które następnie kradł. Swoje postępowanie miał zmienić po udaniu się do jednej z miejscowych cerkwi, gdzie usłyszał czytanie z Księgi Izajasza, w którym prorok wzywał do nawrócenia się. Nikita miał poruszony udać się do domu, gdzie jednak, po namyśle, postanowił wrócić do poprzedniego trybu życia. Nakazał swojej żonie przygotowanie wspaniałej uczty dla siebie i swoich przyjaciół. Wówczas, według żywota świętego, Nikita ujrzał w gotującym się kotle postać ludzką. Przerażony tym widokiem zrozumiał szkodliwość swojego dotychczasowego postępowania i wybiegł z domu. Dotarł do monasteru św. Nikity, gdzie wyspowiadał się przed ihumenem. Ten jako pokutę wyznaczył mu trzydniowy pobyt pod bramą monasterską i obowiązek opowiadania o swoich grzechach wszystkim nadchodzącym pielgrzymom. Po upływie wskazanego czasu okazało się jednak, że Nikita leży w błocie i prosi o ratunek dla swojej duszy. Wówczas przełożony klasztoru wprowadził go do środka i przyjął od niego wieczyste śluby monastyczne. 
Nikita, za zgodą ihumena, podjął natychmiast poważne umartwienia: zakuł się w kajdany, zaś cały czas spędzał modląc się, śpiewając psalmy lub czytając żywoty świętych. Wreszcie mnich postanowił zacząć żyć na wzór starochrześcijańskich stylitów. Wykopał jamę przed bramą klasztoru i tam zamieszkał. Jamę opuszczał jedynie na niedzielną Świętą Liturgię. 24 maja 1186, w nocy, został zamordowany przez miejscowych chłopów, którzy postanowili ukraść jego krzyże i kajdany, uznając je za wykonane ze srebra. 
Kult Nikity lokalnie zaczął funkcjonować natychmiast po jego śmierci. W latach 20. XV wieku z polecenia metropolity kijowskiego Focjusza jego grób został otwarty; mnisi twierdzili później, że ciało zakonnika zachowało się w nienaruszonym stanie. W XIX wieku został napisany akatyst ku jego czci. 